# Pigmaleão (anime)
Pygmalio (ピグマリオ, traduzido como, "Pigmaleão") é uma série de mangá criada em 1978 por Shinji Wada, sendo mais tarde serializada em anime pela Nippon Animation que foi exibida na TV Tokyo entre 5 de novembro de 1990 e 16 de setembro de 1991. Em Portugal a série foi emitida pelo Canal Panda com dobragem francesa e espanhola com legendas em português entre 1996 a 1999.

## Enredo
Coult, o príncipe do reino de Loon, que possui uma extrema força divina, tinha uma vida feliz junto do seu pai, o Rei Stephan, que é rei de Guantanca. É alegre, brilhante, sensível e protegido pelo deus Aganade (deus do bem). A mãe de Coult, Guaratia (filha do deus Aganade) era um inicialmente um espírito mas que se converteu em humana para poder casar o Rei Stephan.
Medusa, filha do deus do mal, que sentia muita inveja da felicidade de Guaratia, transformou esta e a muitos outros aldeões de Guantanca em estátua de pedra quando Coult era ainda apenas um bebe. Para salvar o resto dos habitantes do reino, Stephan prometeu fidelidade a Medusa e foi obrigado a prometer que Coult faria o mesmo quando fizesse 8 anos.
No dia do oitavo aniversário de Coult, este declara que derrotará Medusa para voltar a dar vida à sua mãe e a todos aqueles que se tinham transformado em estátuas.
Coult inicia uma grande viagem em direção a oeste, cujo destino é o castelo de Medusa com o objetivo de a derrotar! Nessa viagem Coult é acompanhado pela sua amiga Orie (Princesa do Cristal), pelo espírito Orie (irmão da mãe de Coult, logo sua tia), a Espada da Terra e o dragão Léon.

## Episódios[2]
1. A partida do Príncipe
2. A estátua
3. A tartaruga gigante
4. A espada da terra
5. A aventura continua
6. A cidade de Serne
7. A trama de Salomé
8. A aparência de Medusa
9. A Princesa de cristal
10. Georges
11. A flauta
12. Gorem
13. O brilho da estátua
14. A montanha da morte
15. A viagem para o norte
16. A velha senhora
17. O vale secreto
18. O exílio
19. O reino de fogo
20. A descoberta
21. Os mistérios do cavaleiro
22. Medusa
23. Duas estrelas
24. O escultor
25. O contador de histórias
26. Uma bela história de amor
27. A reunião
28. A lenda da Medusa
29. O fruto maravilhoso
30. Os irmãos inimigos
31. Os dois vales
32. Para o novo oeste
33. A fortaleza voadora
34. O sofrimento de Coult
35. Pobre Asnor
36. O drama de uma aldeia
37. O vale do dragão
38. A corrida contra o tempo
39. A prova final

## Equipe[3]
- Direção: Naoto Hashimoto, Yoshio Kuroda
- Música: Goro Awami
- Autor original: Shinji Wada
- Desenho dos personagens: Michiyo Sakurai, Susumu Shiraume
- Direção de arte: Kayo Yamadera
- Direção da animação: Ikuo Shimazu, Naoto Hashimoto
- Produtor: Junzô Nakajima
- Animação: Hirachi Oikawa, Hirokazu Ishino, Tsunehiro Okaseko
- Chave de Animação: Kou Yoshinari, Yumenosuke Tokuda
- Transmissão: TV Tokyo
- Produção: Nippon Animation

## Músicas
Tema de abertura:
- "Dream Chaser" que foi composta por Shuji Otsuka  e Arisu Satô, os arranjos foram feitos por Tomoki Hasegawa e o tema foi interpretado por Satoko Yamano.

Tema de encerramento:
- "Tenderness Dakishimete" que foi composta por Shuji Otsuka  e Arisu Satô, os arranjos foram feitos por Tomoki Hasegawa e o tema foi interpretado por Satoko Yamano.

## Seiyūs
- Ai Orikasa como Kurt
- Banjō Ginga como Aganade
- Hisako Kyouda como a Velha Senhora
- Ikuya Sawaki como Darles
- Juurouta Kosugi como Asnas
- Kazue Komiya como Medusa
- Mari Yokoo como a Narradora
- Miyuki Ichijou como Sarome
- Motomu Kiyokawa como Baldike
- Mugihito como o Rei Stephan
- Reiko Mutoh como Galadia
- Reiko Yamada como Yuriana
- Rica Matsumoto como Leon
- Rin Mizuhara como Mars Leader
- Satoko Yamano como Orie
- Sumi Shimamoto como o Espírito de Orie
- Takehito Koyasu como Marius
- Youko Matsuoka como Silvanna
- Yuko Sasaki como Illuse
- Masahiro Anzai como Pere
- Kumiko Nishihara como Elsa